# Az Istenek gyermekei

## Ismertető
| Figyelem: Itt a Csillagkapu 1. évadjának cselekményét vagy a végkifejletet is olvashatod. |

Egy évvel korábban a Csillagkapu mozifilmben, Jack O’Neill ezredes átvezetett egy csapatot a Cheyenne hegységben található csillagkapun keresztül. Azután megölték Ré-t egy atombomba felteleportálásával Ré hajójára, ami az Abydos bolygó körül keringett. O’Neill mindenkivel visszatért a Földre, kivéve dr. Daniel Jackson-t, aki ottmaradt új szerelmével Sha're-vel és öccsével Skaara-val. És hazodott arról, hogy az Abydos-i csillagkaput felrobbantották.
A rész elején kártyázó katonák ülnek az indítócsarnokban, mindenfelé ládák és a háttérben a Csillagkapu, letakarva. Az unatkozó katonák nem is tudják, hogy mit őriznek. Beszélgetésükből megtudjuk, hogy az itt dolgozó kutatócsoportot feloszlatták és a programot leállították pont egy évvel az első utazás után. Hirtelen remegést éreznek, a lepel lehull a kapuról és egy Goa’uld felderítő eszköz után jó pár jaffa és maga Apófisz is megérkezik. Lövöldözés kezdődik, jaffák és emberek egyaránt meghalnak, a behatolók még egy foglyot is ejtenek. Mire az erősítés megérkezik, a harcosok már visszavonulnak magukkal hurcolva a foglyul ejtett nőt. Itt találkozunk először Teal’c-el is, aki ekkor még Apófisz első jaffája és láthatjuk Hammond tábornokot is, aki értetlenül áll a történtek előtt.
Nincs mit tenni, vissza kell hívni azt, aki talán válaszokkal szolgálhat: a nyugalmazott Jack O’Neill ezredest. Visszakísérik hát otthonából (ahol épp a csillagokat kémleli) a Cheyenne hegybe, ahol Hammond kihallgatja és feltűnnek korábbi társai is, Feretti és Kovalsky. Rövid eszmecsere után az ezredest az indítócsarnokba vezetik, megmutatják neki a lelőtt jaffáka és egy botfegyvert majd észreveszi, hogy egy atombombát akarnak küldeni az Abydosra. Ennek hatására az ezredes elmondja, hogy nem teljesen pontos a korábbi jelentése: az Abydos-i kapu nem pusztult el, csak Ré űrhajója és Daniel Jackson sem halott. Hammond először ragaszkodik a bomba átküldéséhez és be is záratja az ezredest de végül úgy dönt, megér a dolog egy felderítő akciót. Egy doboz zsebkendőt küldenek át a kapun, hogy tudják, él-e még Jackson. Megérkezik a válasz, valószínűleg Jackson küldte, így indulhat a felderítő akció.
Csatlakozik az osztaghoz Dr. Samanta Carter is, aki először jól kiosztja hímnemű kollegáit, majd átlépnek a kapun és megérkeznek az Abydosra. Mindenki üdvözöl mindenkit, majd Daniel megmutatja azt a csarnokot, amit a sivatagban talált és amely számtalan csillagkapu-koordinátát tartalmaz. Ekkor derül ki az is, hogy Apófisz bárhonnan érkezhetett, ahol csak csillagkapu van. Mialatt megteszi a csapat egyik fele az évszázad felfedezését, addig az Abydosi piramisban maradtakat megtámadja Apófisz és pár harcosa. A tűzharcban elhurcolják Jack egyik Abydosi barátját és Jackson feleségét is. Sok katona megsérül. Miután visszatérnek a földre a túlélők, elmondják a látottakat és újabb akciót szerveznek felderítés céljából. Az egyik katona ugyanis látta a jaffák által tárcsázott címet, így most oda akarnak menni. Ezt hamarosan meg is teszik. A bolygó, ahová érkeznek, a Chulak nevet viseli. Ez a bolygó már nem sivatagos, buja növényzettel és élénk domborzattal rendelkezik. Az osztag egyik fele ott marad, hogy védje a kaput, a másik elindul felderítésre indul. Összesen 24 órájuk van az akcióra, ha addig nem térnek vissza, eltemetik a földi kaput. Miközben tehát folyik a felderítés, jaffa papokkal találkoznak Jacksonék. Rzek elkísérik őket Apófisz "várába", ahol rögtön fogságba is esnek. Ezek alatt Apófisz új gazdatestet keres királynőjének. Többek között a földi katonát is megpróbálják gazdatestté tenni de ez nem sikerül. Sajnos Jackson feleségére esik a választás, aki ezután már nem lesz önmaga. Jackson barátja, Skaara pedig Apófisz fia lesz, szintén kap egy szimbiótát.
A többi börtönben raboskodó ártatlannal együtt meg akarják ölni Jacksont, Cartert és Jack-et is, de a hitében egyre jobban megrendülő Teal’c a mészárlást saját emberei ellen fordítja majd elkeseredetten bár, de a menekülőkkel tart, akik kirobbantva a börtön falát a kapu felé sietnek. Egy halálsiklónak nevezett repülővel a kapuhoz előbb érkezik meg Apófisz, a felesége, fia, jaffa papok és a testőrség. Miközben ugyanezt az utat gyalog teszi meg a menekülő tömeg, a feladatát teljesítő sikló most rájuk támad. Sikerül azonban lelőni egy páncéltörővel. Mikor O’Neill-ék odaérnek a kapuhoz, már szinte minden ellenség átkelt rajta, csak Skaara van még ott de az ezredesnek szembesülnie kell vele, hogy az már nem az ő barátja. Miután a Goa'uld "udvartartás" átkel a kapun, Jackson és Carter a Földet hívja. Hihetetlen a zűrzavar, a közeli dombokról mind jaffa harcosok özönlenek, méghozzá többszörös túlerőben. A földi egység és a menekülő ártatlanok mind egyre közelebb kénytelenek húzódni a kapuhoz, sokan át is kelnek rajta. Többszöri aknarobbantásokkal még egy ideig tudják tartani akaput, de végül az összes katona átkel rajta. Teal'c is átkel és O’Neill is, Kovalsky az utolsók között van ott, az ellenség már csak méterekre a kaputól. Sajnos Kovalsky-ba sikerül belemásznia egy fiatal jaffából előugró Goa'uldnak, ám ekkor még nem veszi észre a dolog mert a szimbióta túl fiatal ahhoz, hogy átvegye az irányítást felette.
A menekülteket a parancsnokságról mind hazaküldik a kapun át és a szükséges koordinátákkal már el tudnak indítani egy sikeres programot. Az elnök parancsot ad több CSK osztagok felállítására is és az ezredest visszahívják aktív szolgálatba. Teal'c-et őrizetben tartják. Beindul a munka a parancsnokságon.

## Érdekességek
- A Csillagkapu című mozifilmben a csillagkaput a Creek bázison állították fel, míg a sorozat bázisának helyszíne a Cheyenne hegység.